# Kaolack (stad)

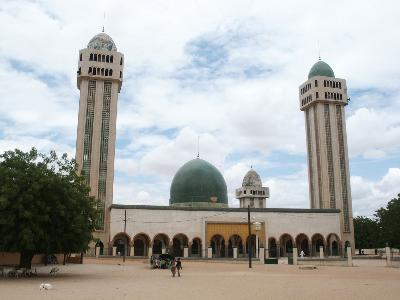
De Grote Moskee of al-Ḥājj Ibrāhīm Niassemoskee

Kaolack is een stad in Senegal en is de hoofdplaats van de regio Kaolack en ook van het departement Kaolack.
In 2004 telde Kaolack 178.684 inwoners.
De stad heeft een rivier- en zeehaven. Verscheepte goederen zijn onder andere aardnoten en zout.
Kaolack is ook een spoorwegknooppunt.

## Geografie
De stad ligt op de rechteroever van de Saloum. De stad ligt op 150 km van Dakar.

## Geschiedenis
Kaolack is gesticht als fort door de Franse koloniale overheid op de plaats van het dorp Ndagane, een plaats waar van oudsher zout werd gewonnen. Het gebied behoorde toe aan het koninkrijk Saloum.

## Religie
De meerderheid van de bevolking is moslim. Kaolack is het centrum van de Tijani-stroming, genoemd naar een 20e-eeuwse maraboet uit Kaolack. De al-Ḥājj Ibrāhīm Niassemoskee, gebouwd in 2010, behoort tot deze stroming.
Sinds 1965 is de stad de zetel van het rooms-katholieke bisdom Kaolack met als kathedraal de Saint-Théophile. Een eerste katholieke parochie in de stad werd in 1940 gesticht.

## Geboren
- Papy Djilobodji (1988), voetballer

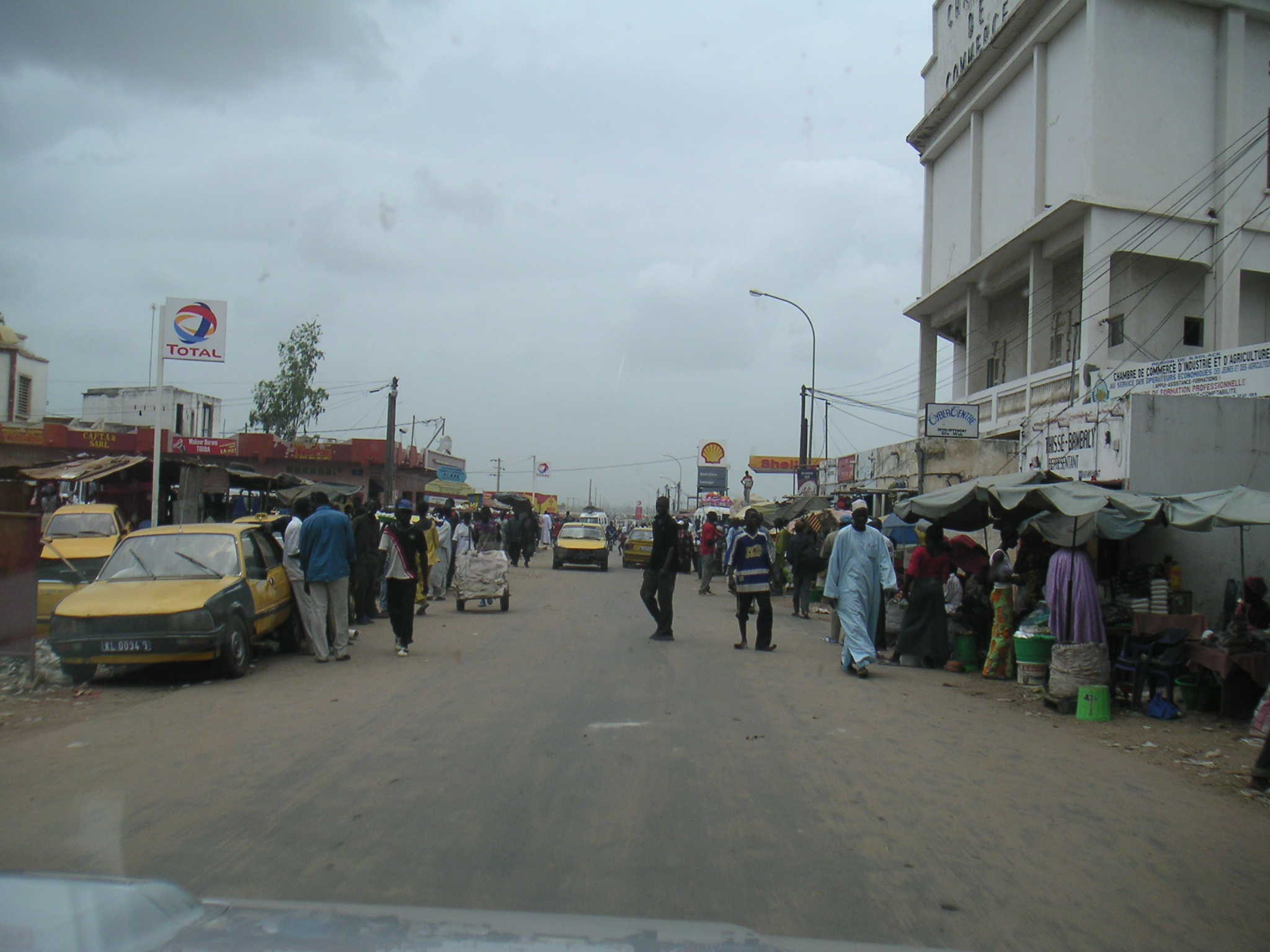
Centrum